# Dinastia Xia
La dinastia Xia (xinès: 夏朝; pinyin: xià cháo) 2100 aC - 1600 aC, és considerada la primera dinastia de la Xina. Segons la historiografia tradicional xinesa (Shiji i  Annals de Bambú), la dinastia Xia hauria estat la primera de la història de la Xina. Hauria regnat del 2205 aC al 1767 aC, hauria estat precedida pel període dels tres augustos i cinc emperadors i hauria cedit el seu lloc a la dinastia Shang. D'acord amb els textos del període dels Estats Combatents i la Dinastia Han, la dinastia Xia va ser creada pel llegendari Yu el Gran després que Shun li cedí el seu tron, i més tard va ser derrotat i substituït pels Shang.
Segons amb la cronologia tradicional, basada en càlculs de Liu Xin, els Xia va manar entre el 2205 i el 1766 aC; d'acord amb la cronologia basada en els Annals de Bambú, això va ser entre 1989 i el 1558 aC. El Projecte de Cronologia Xia Shang Zhou va arribar a la conclusió que els Xia existiren entre el 2070 i 1600 aC.
Es poden tanmateix tenir alguns dubtes sobre aquesta tradició, ja que la primera menció dels Xia es troba al Shujing («Llibre des Documents»), obra que data del començament del mil·lenni I aC segons la majoria dels especialistes, i que és, doncs, molt posterior al regnat suposat dels Xia. El document en qüestió s'anomena el «Jurament de Tang» i és el discurs que Tang de Shang, el fundador de la dinastia Shang, hauria pronunciat davant les seves tropes per animar-los a barallar-se contra l'últim sobirà dels Xia. En aquest text, Tang explicava les raons per les quals aquest mal rei hauria de ser derrocat. Aquest document hauria estat redactat per annalistes de la dinastia Zhou, que reemplaçaren la dinastia Shang cap al 1046 aC. Es tracta segurament d'una obra de propaganda: els Zhou tractaven d'explicar que havien derrocat els Shang per la mateixa raó del que els Shang havien derrocat els Xia. Deien haver estat ells mateixos antics vassalls dels Xia. Un dels seus avantpassats s'hauria hagut de refugiar amb els bàrbars perquè un mal sobirà dels Xia li hauria tret del seu càrrec.
Més greu encara, en cap de les fonts escrites anteriors al Shujing, no es troba menció dels Xia. Es tracta de les inscripcions sobre bronze i sobre ossos i closques de tortugues, que daten del final del mil·lenni II aC i haurien estat redactades pels Shang. Formen un corpus tanmateix immens. Un es fixa també que Yu el Gran, el fundador de la dinastia Xia, és presentat pels texts xinesos com un sobirà de l'edat del bronze, ja que hauria fos perols en bronze, ara bé l'edat del bronze no va començar a la Xina fins al 1700 aC.

## Versemblança

Mapa dels territoris de la dinastia Xia

Va governar des de vers el segle XXI aC fins al segle XVI aC i és considerada la primera dinastia de la història xinesa.
Unes excavacions fetes a Anyang, a la província de Henan, el 1928, van començar a establir la seva historicitat. L'any 1959 es va excavar un jaciment a Erlitou, a la ciutat de Yanshi (Henan), i es van trobar dos grans palaus, motiu pel qual es pensa que podria haver estat la capital de la dinastia. Segons la datació amb carboni 14, aquests palaus podrien situar-se als voltants dels anys 2100-1800 aC. Aquest període va marcar la transició entre el Neolític i les civilitzacions urbanes xineses que van formar la dinastia Shang.
Les Memòries històriques de Sima Qian recullen els noms dels 17 governants d'aquesta dinastia, que fou seguida per la dinastia Shang i, segons el relat de Sima Qian, precedida per un període llegendari anomenat dels tres augustos i cinc emperadors. El territori controlat per la dinastia abastaria aproximadament l'actual província de Henan i part de l'oest de Shandong i el sud de Hebei.

## Història de la Dinastia
La dinastia Xia es va descriure en textos clàssics com el Shujing (el Clàssic de la història), els Annals de Bambú i els Registres del Gran Historiador (Shiji) de Sima Qian. Segons la tradició, els residents Huaxia eren el poble ancestral de l'ètnia han.

### Orígens i desenvolupament inicial
Les històries tradicionals remunten el desenvolupament dels Xia als mítics tres augustos i cinc emperadors. Segons els antics textos xinesos, abans que s'establís la dinastia Xia, les batalles eren freqüents entre la tribu de l'Emperador Groc i la tribu de Chi You. Els Registres del gran historiador i el Clàssic de ritus diuen que Yu el Gran, el fundador de la dinastia Xia, era net de Zhuanxu, que era net de l'Emperador Groc. Però també hi ha altres registres, com el de Ban Gu, que diuen que el pare de Yu és un descendent de cinquena generació de Zhuanxu. Altres fonts com Shan Hai Jing esmenten que el pare de Yu Gun era fill de Luoming, que era fill de Huangdi. Sima Qian va remuntar l'origen de la dinàstica Xia al nom d'un feu concedit a Yu, que l'utilitzaria com el seu propi cognom i el nom del seu estat.
Gun, el pare de Yu el Gran, és el primer membre registrat del clan Xia. Quan el Riu Groc es va inundar, moltes tribus es van unir per controlar i aturar les inundacions. Gun hauria estat nomenat per l'emperador Yao per aturar les inundacions. Va ordenar la construcció de grans bloquejos (dics) per bloquejar el camí de l'aigua. Els intents de Gun d'aturar les inundacions van durar nou anys, però finalment van fracassar perquè les inundacions es van reforçar. Després de nou anys, Yao ja havia donat el seu tron a Shun. Shun va ordenar que Gun fos empresonat de per vida a Yushan (Plantilla:CJKV, Feather Mountain), una muntanya situada entre el modern Comtat de Donghai a la província de Jiangsu i al comtat de Linshu a la província de Shandong.

### L'intent de Yu el Gran d'aturar les inundacions

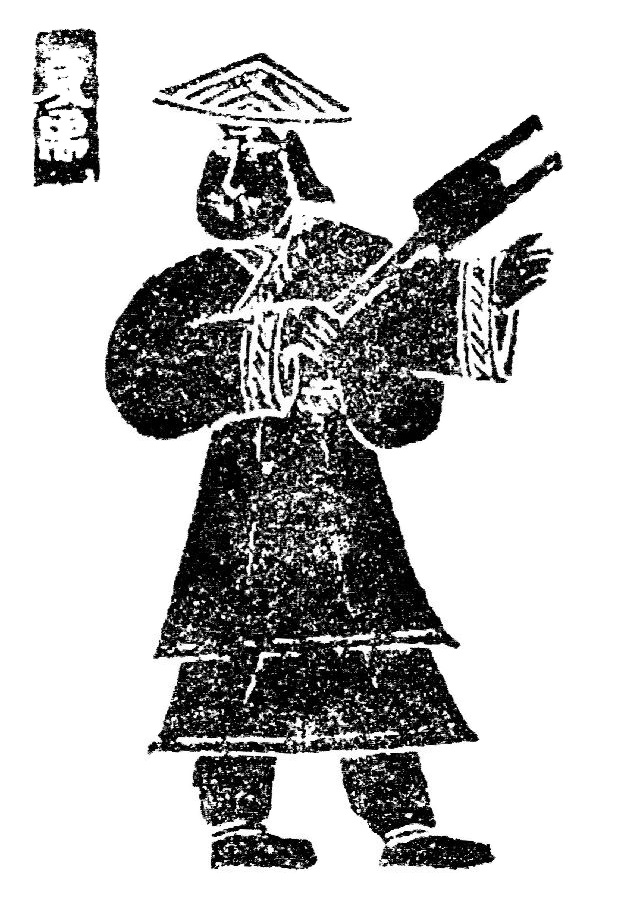
Yu el Gran

Yu era de molta confiança per a Shun, així que Shun el va nomenar per acabar el treball del seu pare, que era aturar la inundació. El mètode d'en Yu era diferent al del seu pare: va organitzar gent de diferents tribus i els va ordenar que l'ajudessin a construir canals en tots els rius principals que s'estaven inundant i conduïssin l'aigua cap al mar. Yu es va dedicar a la seva feina. El poble va lloar la seva perseverança i es va inspirar, tant que altres tribus es van unir a l'obra. La llegenda diu que en els 13 anys que va trigar a acabar amb èxit les obres per aturar les riuades, mai va tornar al seu poble natal per aturar-se i descansar, tot i que va passar tres vegades per casa seva.

### Establiment de la dinastia
L'èxit de Yu en aturar les inundacions va augmentar la producció agrícola (ja que les inundacions havien estat destructives). El poder de la tribu Xia va augmentar i Yu es va convertir en el líder de les tribus circumdants. Poc després Shun va enviar a Yu a liderar un exèrcit per reprimir la tribu Sanmiao, que continuava maltractant les tribus frontereres. Després de derrotar-los, els va exiliar al sud a la zona del Riu Han. Aquesta victòria va enfortir encara més el poder de la tribu Xia. Quan Shun va envellir, va pensar en un successor i va cedir el tron a Yu, a qui considerava digne. La successió de Yu marca l'inici de la dinastia Xia. Quan Yu s'acostava a la mort, va passar el tron al seu fill, Qi, en lloc de passar-lo al candidat més capaç, establint així el precedent per al govern dinàstic o el sistema hereditari. La dinastia Xia va començar un període de control familiar o de clan. Es creu que Zhenxun (Gongyi moderna) i Yangcheng (Gaocheng moderna) van ser dues de les capitals de la dinastia.
Quan Qi va prendre el poder, les altres tribus van declarar la guerra als Xia, els quals després de vèncer-les van instaurar la dinastia. Tot i així la resta de pobles no admetran el control dels Xia, raó per la qual les guerres seran constants.
13 generacions després de Xie, l'últim rei dels Xia, Jie (桀, Jié), fou un tirà el regnat del qual va finalitzar amb una derrota militar a la batalla de Ming Tiao davant dels Shang, un poble procedent de l'est, el líder del qual, Tang (湯, Tāng), va fundar una nova dinastia.

## Descobriments arqueològics

Llocs (en negre) Erlitou i capitals Xia identificades a les fonts tradicionals (vermell, amb números per als "texts actuals" Annals de Bambú.

Els arqueòlegs han descobert jaciments urbans, instruments de bronze i tombes que apunten a la possible existència de la dinastia Xia en llocs citats en texts històrics xinesos antics. Hi ha un debat sobre si la cultura d'Erlitou va ser o no el lloc de la dinastia Xia, centrat en gran manera en si les proves arqueològiques d'habitacions urbanes a tota la regió abans de la dinastia Shang s'han de prendre com a corroboració del relat tradicional dels Xia, o esperada independentment de la historicitat dels Xia a causa de la trajectòria de creixement demogràfic i desenvolupament agrícola a les regions fèrtils de l'est de la Xina des del Neolític fins a la història primitiva. La datació amb radiocarboni situa els jaciments d'Erlitou entre  fins al 1800 aC, proporcionant proves físiques de l'existència d'un estat contemporani i possiblement equivalent a la dinastia Xia, tal com es descriu en treballs històrics xinesos clàssics posteriors. El 1959, es va excavar un jaciment situat a la ciutat de Yanshi que contenia grans palaus que alguns arqueòlegs han afirmat que pertanyen a la capital de la dinastia Xia. Durant les dècades de 1960 i 1970, els arqueòlegs han descobert jaciments urbans, instruments de bronze i tombes als mateixos llocs citats en textos històrics xinesos antics sobre els Xia; el 2011, els arqueòlegs xinesos van descobrir les restes d'un palau de mida imperial. —datada cap al 1700 aC— a Erlitou a Henan, alimentant encara més les discussions sobre l'existència de la dinastia. Com a mínim, l'època tradicionalment denotada com la dinastia Xia va marcar un període d'urbanització i desenvolupament agrícola que va unir les cultures del final del Neolític i la civilització urbana de la dinastia Shang.

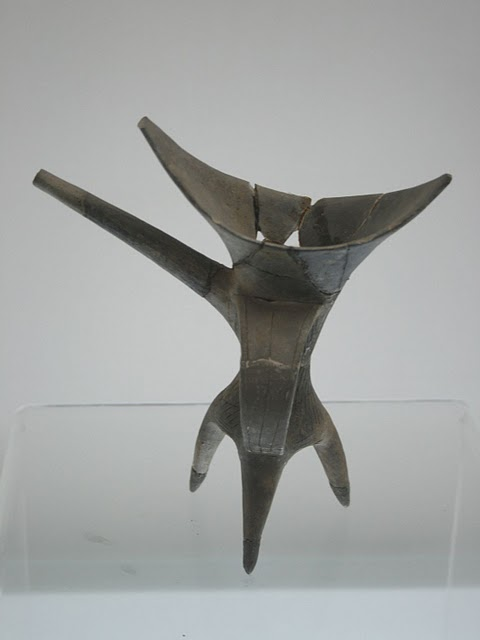
Ceràmica jue de la cultura d'Erlitou.

L'evidència arqueològica d'una gran inundació d'esclat al congost de Jishi que va destruir el jaciment de Lajia al curs superior del riu Groc s'ha datat cap a l'any 1920 aC. Aquesta data és poc abans de l'ascens de la cultura Erlitou a la vall mitjana del riu Groc i de la cultura Yueshi a Shandong, després de la decadència de la cultura Longshan a la Gran Planúria del Nord de la Xina. Els autors suggereixen que aquesta inundació podria haver estat la base del mite posterior de Yu el Gran, i va contribuir a la transició cultural cap al període Erlitou. A més argumenten que el moment és una prova més de la identificació dels Xia amb la cultura Erlitou. Tanmateix, encara no s'ha trobat cap evidència d'inundacions generalitzades contemporànies a la Gran Planúria del Nord de la Xina.
Els únics instruments musicals datats de la dinastia Xia són dos qing, dues campanes petites (una de terrissa i una de bronze) i un xun. A causa d'aquesta extrema escassetat d'instruments supervivents i de la incertesa general que envolta la major part dels Xia, no és pràctic crear una narrativa musical de l'època.

## Llista de sobirans (tradicionals)
- Si Yu Di el gran, vers 2100-2055 aC[16]
- Si Qi, vers 2055-2016 aC
- Si Tai Kang, vers 2016-1986 aC
- Si Zhong Kang, vers 1986-1977 aC
- Si Xiang, vers 1977-1970 aC
- Hou Yi (usurpador) ?
- Si Shao Kang ?
- Si Zhu, va regnar 17 anys
- Si Huai (Feng ?), va regnar 26 anys
- Si Mang (Huang ?) ?
- Si Xie, va regnar més de 21 anys
- Si Bu Jiang, va regnar 69 anys
- Si Jiong, va regnar 21 anys
- Si Jin, va regnar 20 anys
- Si Kong Jia ?
- Si Gao, va regnar 3 anys
- Si Fa ?
- Si Jie Gui vers 1600 aC